# Jabir Madari Pillyalil
Jabir Madari Pillyalil (* 8. Juni 1996 in Manjeri, Kerala) ist ein indischer Hürdenläufer, der sich auf die 400-Meter-Distanz spezialisiert hat.

## Sportliche Laufbahn
Erste internationale Erfahrungen sammelte Jabir Madari Pillyalil bei den Asienmeisterschaften 2017 in Bhubaneswar, bei denen er in 50,22 s die Bronzemedaille hinter dem Philippiner Eric Cray und Chen Chieh aus Taiwan gewann, wie auch bei den Asienmeisterschaften 2019 in Doha, bei denen er mit neuer Bestleistung von 49,13 s ebenfalls Bronze hinter dem Katari Abderrahman Samba und Chen gewann. Damit qualifizierte er sich erstmals für die Weltmeisterschaften, die ebenfalls in Doha stattfanden und gelangte dort bis in das Halbfinale, in dem er mit 49,71 s ausschied. Anschließend belegte er bei den Militärweltspielen in Wuhan in 49,75 s den vierten Platz im Hürdenlauf sowie in 3:06,81 min auch mit der indischen 4-mal-400-Meter-Staffel. Anfang Dezember gewann er bei den Südasienspielen in Kathmandu in 51,42 s die Silbermedaille im Hürdenlauf hinter dem Pakuistani Mehboob Ali und gewann mit der Staffel in 3:08,21 min die Silbermedaille hinter dem Team aus Sri Lanka. 2021 qualifizierte er sich über die Weltrangliste für die Olympischen Spiele in Tokio und kam dort mit 50,77 s nicht über die Vorrunde hinaus.
2022 schied er bei den Weltmeisterschaften in Eugene mit 50,76 s in der ersten Runde über 400 m Hürden aus.
In den Jahren 2019, 2021 und 2022 wurde Madari Pillyalil indischer Meister im 400-Meter-Hürdenlauf und 2021 auch in der 4-mal-400-Meter-Staffel.

## Persönliche Bestleistungen
- 400 Meter: 46,96 s, 24. August 2019 in Mladá Boleslav
- 400 Meter Hürden: 49,13 s, 22. April 2019 in Doha